# Serhetabat
Serhetabat (fino al 1999 Guşgy in turkmeno e Кушка – trasl. Kuška in russo) è la città capoluogo dell'omonimo distretto situato nella provincia di Mary, in Turkmenistan. 
La città è ubicata a 747 metri sul livello del mare e al confine con l'Afghanistan.